# Église Saints-Biaggio-et-Cataldo

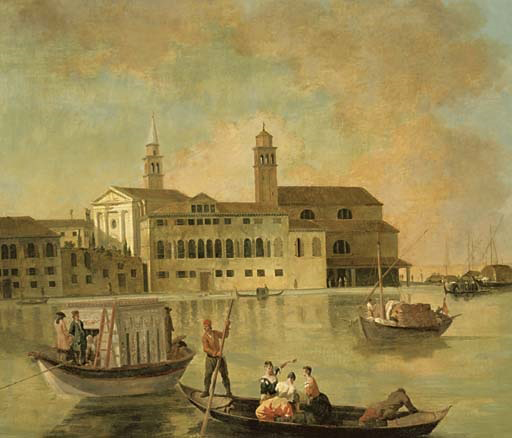
Johan Richter, Vue de l’église Saints-Biaggio-et-Cataldo.

L'église Santi Biagio e Cataldo (église des saints évêques Blaise de Sébaste, martyr et Catalde de Tarente, confesseur) était une église catholique de Venise, en Italie.

## Localisation

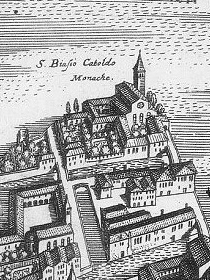
L'église sur un plan de 1635

Cette église était située dans l'île de Giudecca dans le sestiere de Dorsoduro à l'endroit de l'actuel palais du Molino Stucky.

## Historique
Dès la fin du Xe siècle il exista une église dédiée à ces saints, construite par les familles nobles Capovana, Pianiga et Agnusdei ainsi qu'un hospice pour les pèlerins, qui sont allés en Terre Sainte. L'église fut consacrée en 1188.
La bienheureuse Giuliana née en 1186 au Castello di San Salvatore, fille de Talberto, comte de Collalto et de San Salvatore et de Giovanna des comtes de Sant'Angelo prit l'habit de moine bénédictine et rencontra la bienheureuse Beatrice d'Este dans le monastère bénédictin de Santa Margherita sur le mont Salarola (Calaone). Cette dernière obtint l'autorisation de l'évêque Giordano de Padoue pour que Giuliana déménage à Giudecca (jadis Spinalonga) pour y fonder un monastère. 
Elle fonda le monastère en 1222 et l'affilia à l'ordre de saint Benoît. Elle en fut la première abbesse. Elle y mourut en 1262 et fut enterrée dans le cimetière de l'église. En 1822, le corps a été amené dans l'église de Sainte-Euphémie à Venise, où il repose encore.
En 1519, vu la relâche des mœurs de la communauté des religieuses, le couvent fut réformé avec l'introduction de quatorze
religieuses des Ognissanti. Au XVIe siècle, l'ensemble du complexe a subi une restauration majeure, et l'église a été entièrement rénové par Michele Sanmicheli. L'église a été reconstruite au XVIIIe siècle sous la direction de Domenico Rossi et Giorgio Massari. Les travaux ont comporté la démolition du chœur de toit dont les colonnes ont été utilisées pour faire le porche de côté de l'église voisine de l'église voisine de Sainte-Euphémie. Ils ont également renouvelé le mobilier, les autels et la décoration picturale avec de nouvelles peintures et retables.
L'église reçut la visite du pape Pie VII en 1800.
La propriété fut reversée à l’État le 18 juin 1806 en exécution du décret royal du 8 juin 1805. La communauté a ensuite été supprimée le 12 mai 1810. L'église et le couvent ont d'abord été utilisés comme un hôpital pour les maladies infectieuses, ensuite le complexe est passé dans des mains privées qui ont commencé à le démolir afin d'obtenir des matériaux de construction. En 1882, le peu qui subsista a été détruit et dispersé.